# Любстава
Любстава (словен. Ljubstava) — поселення в общині Видем, Подравський регіон‎, Словенія.